# ジャクソン井口
ジャクソン井口（ - いぐち、本名：井口 正行、1957年5月5日 - 2022年3月24日）は、
日本の音楽プロデューサー、DJである。東京都豊島区出身。

## 来歴・人物
音楽バンドやスタジオ勤務を経て、芸能事務所アミューズに入社。1989年2月11日から1990年12月29日までTBSで放送されていた『三宅裕司のいかすバンド天国』（みやけゆうじのいかすバンドてんごく）、1994年から1997年までテレビ朝日で放送されていた『えびす温泉』（えびすおんせん）の仕掛け人。
2022年3月24日、肺水腫のため、東京都内の病院で死去。64歳没。

## 出演

### TV番組
- 三宅裕司のいかすバンド天国（バンドストック事務局主席事務局長として出演）
- えびす温泉